# Killer Kamal
Killer Kamal is een anonieme Nederlands-Marokkaanse rapper. Hij was tussen 2004 en 2014 lid van de rapgroep Youssef & Kamal en werd landelijk bekend met nummers waarin enkele bekende Nederlanders hevig werden bekritiseerd.
Killer Kamal vertolkt het stereotiepe beeld van de jongere Mocro zoals die door de Nederlandse maatschappij toegekend of aangeschreven wordt. Omdat hij uitsluitend gecensureerd in beeld gebracht wordt of een bivakmuts draagt, bestaat de algemene twijfel of de rapper fictief is of echt bestaat. Desondanks kent de rapper een relatieve populariteit dankzij zijn harde, compromisloze, kritische en protesterende teksten en werd hij onbedoeld een symbool voor jongeren van etnisch-culturele minderheden in Nederland.

## Biografie
Kamal werd in een Parijse banlieue geboren als zoon van Marokkaanse immigranten en de broer van zanger Aziz. Later emigreerde Kamal naar Vaartbroek in Woensel-Noord dat een stadsdeel is van Eindhoven, de plaats die Kamal in zijn muzikale werk alom vertegenwoordigt. Tussen 2004 en 2014 verkreeg Kamal bekendheid als helft van het duo Youssef en Kamal, die met hun satirische parodie op doorsnee Nederlands-Marokkaanse straatrap meerdere malen landelijk in het nieuws kwamen door hun hyperbolische disstracks, waarin met name politicus Geert Wilders geregeld het mikpunt was. Vanaf 2008 was het duo minder actief, waardoor het typetje Kamal verder ging als soloartiest onder de naam Killer Kamal. Nadien verscheen Killer Kamal op verschillende tracks.
In januari 2009 was Kamal te zien in het muziekprogramma 101Barz van BNN, waar hij met Gino Pietermaai meedeed aan drie studiosessies. Het nummer Woensel, waarin Kamal in 2012 samenwerkte met Fresku, Opgeschore, Lange Ritch en Pietju Bell, werd als muziek gebruikt voor het soundtrackalbum van de film New Kids Nitro. In augustus 2016 verscheen het nummer Ik Vergeet Dit Niet, waarin geluidsfragmenten voorkomen van het programma Wegmisbruikers!. In maart 2017 bracht Killer Kamal samen met Pietju Bell het nummer Lekker Dansen uit.
Naast de invloeden van rapformaties als Mafia K'1 Fry en DHC is het personage van Killer Kamal eveneens los gebaseerd op de personen uit het boek Mocro Maffia en het televisieprogramma Opsporing Verzocht. Zodoende wordt hij gecensureerd in beeld gebracht en rapt hij op een sarcastische manier over Interpol ("Ze zoeken naar mijn winterhol.") of criminele activiteiten ("Met Oud en Nieuw kluisjes kraken"). Hoewel Kamal een personage is, kent de rapper een relatieve populariteit dankzij zijn harde, compromisloze, kritische en protesterende teksten en werd hij onbedoeld een symbool voor jongeren van etnisch-culturele minderheden in Nederland. Dit zorgde tevens voor een opmars van de jongerentaal Murks, dat gesproken wordt door autochtone jongeren, waarin de uitspraak en de woordkeuze van Marokkaanse jongeren die Nederlands spreken wordt nagedaan. In december 2011 kwam hij terug met Youssef met het nummer New Kids Nitro samen met Fresku en andere artiesten uit Eindhoven.

## Discografie
| Single met eventuele hitnotering(en) in de Nederlandse Top 40 | Datum van verschijnen | Datum van binnenkomst | Hoogste positie | Aantal weken | Opmerkingen                                                  |
| ------------------------------------------------------------- | --------------------- | --------------------- | --------------- | ------------ | ------------------------------------------------------------ |
| Fluffy                                                        | 2008                  | -                     | -               | -            | met Shock-N-Surprise en Fresku                               |
| Hotel Hafla                                                   | 2008                  | -                     | -               | -            | met Gino Pietermaai                                          |
| Slik                                                          | 2008                  | -                     | -               | -            | met Gino Pietermaai                                          |
| Kom Mee Naar Bed Toe                                          | 2008                  | -                     | -               | -            | met Gino Pietermaai                                          |
| Testosteronbommen                                             | 2016                  | -                     | -               | -            | met Braz, Fresku, MocroManiac, Pietju Bell, San Holo         |
| Ik Vergeet Dit Niet                                           | 2016                  | -                     | -               | -            | met Teemong (prod.)                                          |
| Volg Je Moeder                                                | 2016                  | -                     | -               | -            | met Ramiks (prod.)                                           |
| Whatspapin (Remix)                                            | 2017                  | -                     | -               | -            | met Chahid, Kosso, Cedje, Lange Ritch                        |
| Lekker Dansen                                                 | 2017                  | -                     | -               | -            | met Pietju Bell, Teemong (prod.)                             |
| Westside                                                      | 2017                  | -                     | -               | -            | met Josylvio, 3robi                                          |
| Sorry                                                         | 2017                  | -                     | -               | -            | met Fresku, MocroManiac, JBoy, Woenzelaar, Pietju Bell, Braz |
| Hier                                                          | 2017                  | -                     | -               | -            | met Teemong, Shock-N-Surprise (prod.)                        |
| Saaf Slaaf                                                    | 2017                  | -                     | -               | -            | met Teemong (prod.)                                          |
| Mug                                                           | 2018                  | -                     | -               | -            | met Teemong (prod.), Pietju Bell                             |
| Natuur                                                        | 2018                  | -                     | -               | -            | met Teemong (prod.)                                          |
| Wat Een Junk                                                  | 2019                  | -                     | -               | -            | met Teemong (prod.)                                          |
| Qlaqel                                                        | 2019                  | -                     | -               | -            | met Teemong (prod.)                                          |
| Action                                                        | 2019                  | -                     | -               | -            | met JoeyAK, Djaga Djaga                                      |
| Raqaqa                                                        | 2020                  | -                     | -               | -            | met Teemong (prod.)                                          |
| Recessie                                                      | 2020                  | -                     | -               | -            | met Teemong (prod.)                                          |
| Vaccin                                                        | 2020                  | -                     | -               | -            | met Teemong (prod.)                                          |
| Driewieler                                                    | 2020                  | -                     | -               | -            | met Teemong (prod.)                                          |
| Vrije Wil                                                     | 2021                  | -                     | -               | -            | met Teemong (prod.)                                          |
| Sorry Papa                                                    | 2023                  | -                     | -               | -            | met Teemong (prod.)                                          |